# 大山祇神社 (新上五島町道土井郷)
大山祇神社（おおやまづみじんじゃ）は、長崎県南松浦郡新上五島町道土井郷（みちどいごう）に鎮座する神社である。

## 祭神
大山祇命を主祭神に、事代主命を配祀する。
配祀神の事代主神は、合祀された蛭子神社の祭神である。

## 歴史
創建年代は不詳。往古、当郷は塩釜（土居）が3つあったことから「三ツ土居（みつどい）」と称されており、これが訛って現在の呼び方となり、近年「道土井」の字を当てたものである。当社はこの「三ツ土居」と薪炭林の守護神として奉祀されたと伝えられる。また、塩釜1ヵ所ごとに「塩釜（土居）神」の祠が祀られている。

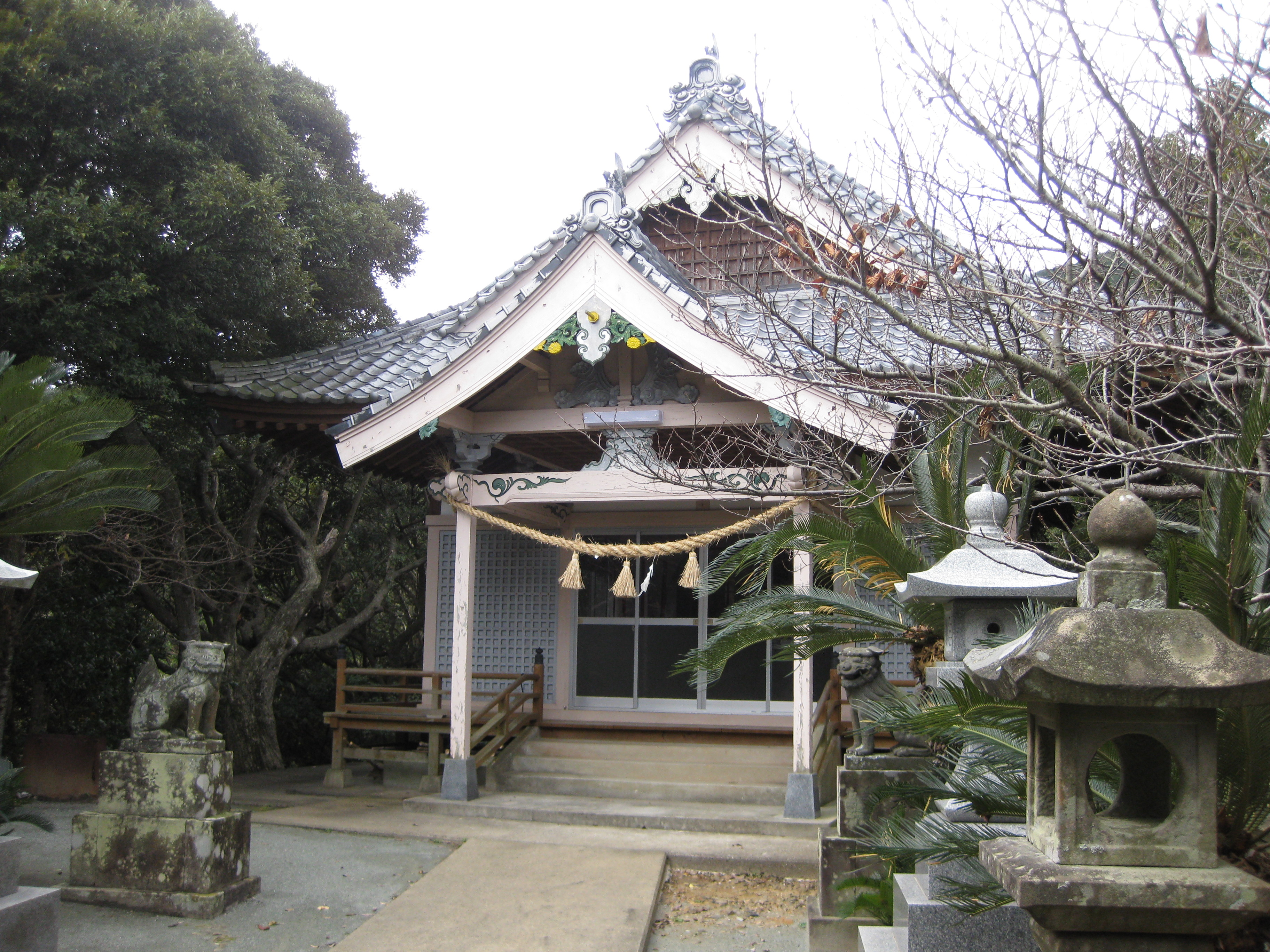
社殿

明治7年（1874年）に無格社に列せられ、大正2年（1913年）10月30日に郷内・蛭子神社を合祀した。現在地に奉遷し、昭和27年（1952年）に社殿を新築した。

## 祭祀
10月29、30日の例祭には上五島神楽が奉納される。上五島神楽は国の選択無形民俗文化財に選択された五島神楽に含まれ、長崎県無形民俗文化財に単独で指定された。
主な祭礼・神事
- 例大祭（10月29、30日）

## その他の神社
隣接する今里郷に 大山祇神社、続浜ノ浦郷に天満神社が、荒川郷に雄嶽日枝神社がある。

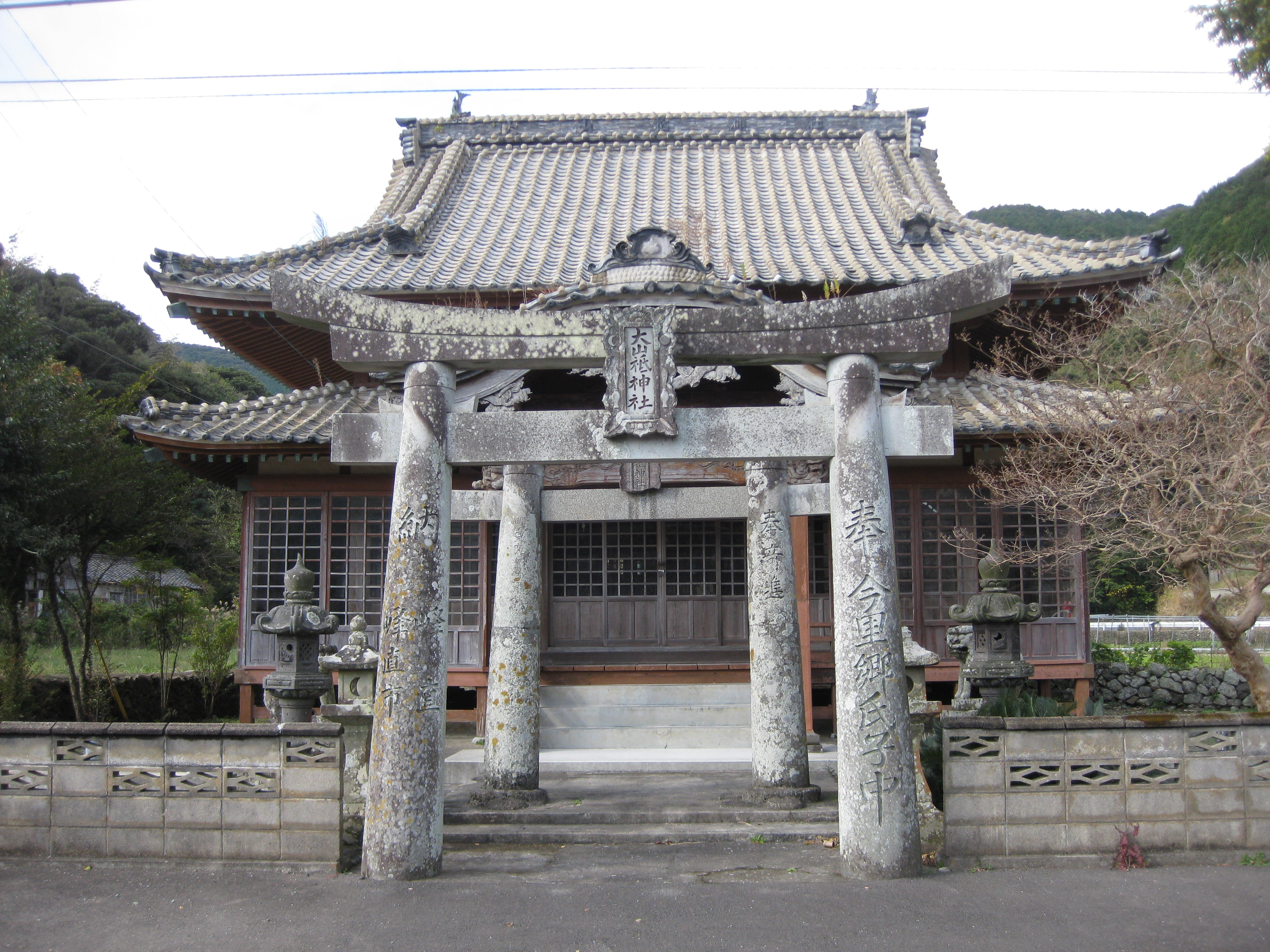
大山祇神社（今里郷）
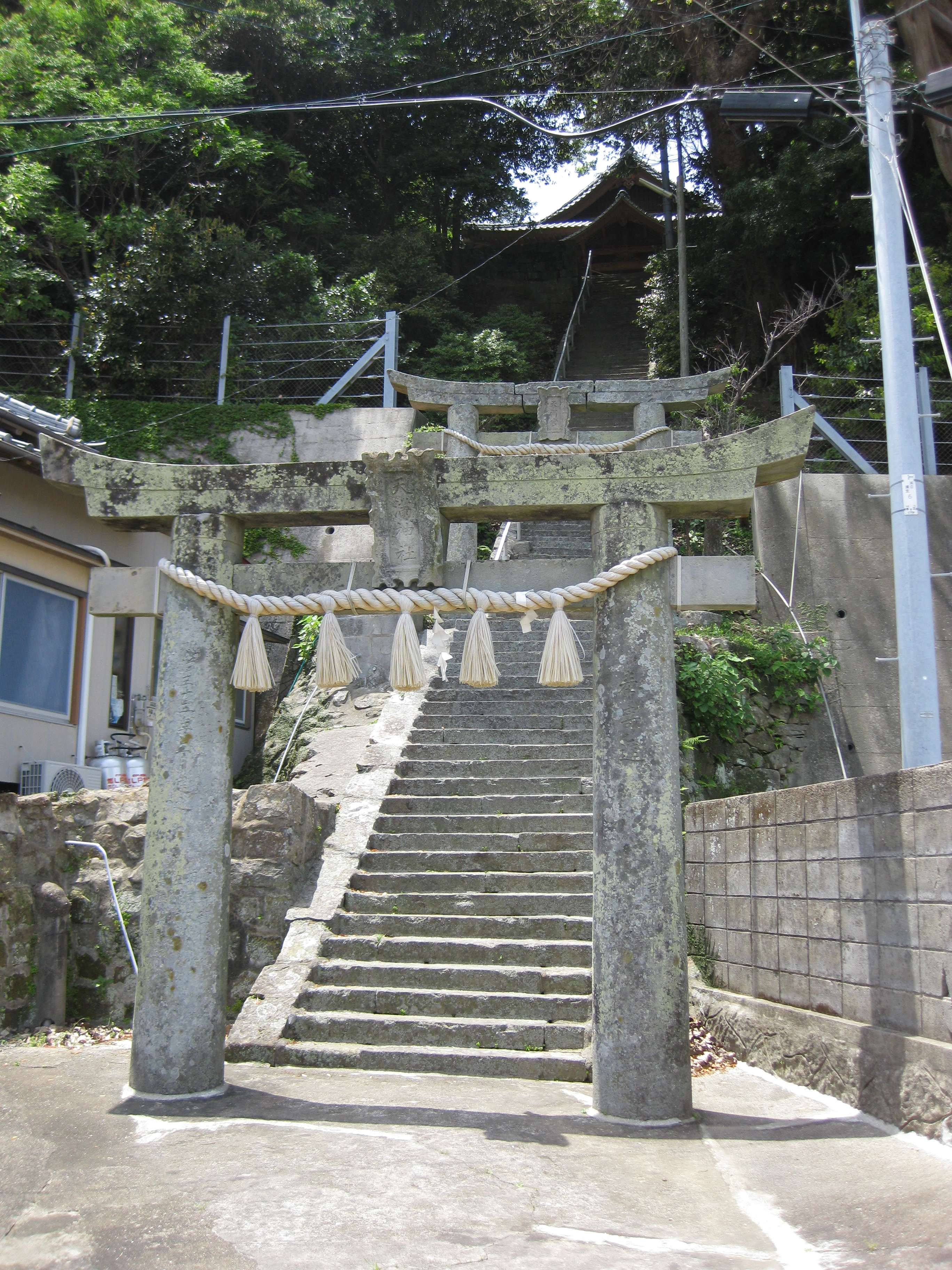
天満神社（続浜ノ浦郷）
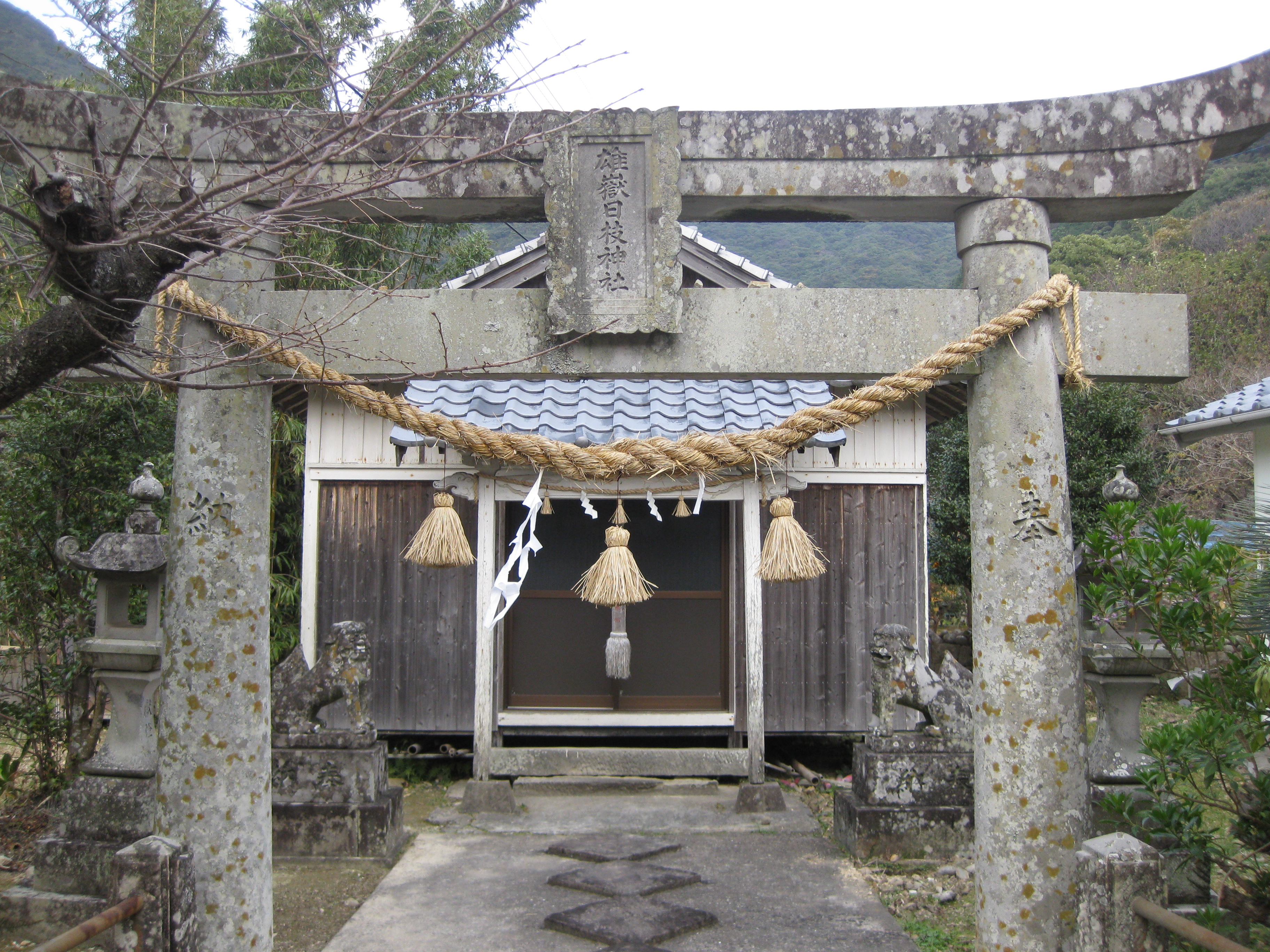
雄嶽日枝神社（荒川郷）